# Svarttjärnen (Sunne socken, Värmland)
Svarttjärnen är en sjö i Sunne kommun i Värmland och ingår i Göta älvs huvudavrinningsområde.